# Thérèse (verhaal)
Thérèse is een relatief kort horrorverhaal geschreven door de Amerikaan Richard Matheson uit 1969. Het verhaal werd in 1975 opgenomen als Millicent and Therese in de film Trilogy of Terror met twee andere verhalen Julie en Amelia. Karen Black speelde de hoofdrol in alle drie. De Nederlandse vertaling verscheen in de serie Bruna FeH in 1976 in de bundel Nat stro en andere griezelverhalen, geheel gewijd aan Matheson.

## Het verhaal
Het verhaal bestaat uit drie dagboekfragmenten van Millicent. Zij heeft een bloedhekel gekregen aan Thérèse, die een groot deel van haar tijd vult/verdoet met het kijken naar porno. De haat slaat om in moordzucht. Daarin wordt zij geholpen door het boekwerk Voodoo, een authentiek onderzoek van dr. William Moriarty, dat zij terugvindt in de bibliotheek van haar al lang overleden vader. Een manier om Thérèse om het leven te brengen blijkt voodoo. Zij voegt de daad bij het woord. In het vierde fragment brengt Dr. John Ramsay verslag uit van wat hij aantrof. Een dode Millicent, die een speld in een voodoopop steekt.
Het verhaal behandelt diverse thema’s:
- moord
- zelfmoord
- occultisme
- meervoudige persoonlijkheid, toen nog aangeduid met gespleten persoonlijkheid.